# 23355 Elephenor
23355 Elephenor (9602 P-L) là một thiên thể Troia của Sao Mộc.